# Frohen-sur-Authie
Frohen-sur-Authie är en kommun i departementet Somme i regionen Hauts-de-France i norra Frankrike. Kommunen ligger i kantonen Bernaville som tillhör arrondissementet Amiens. År 2022 hade Frohen-sur-Authie 243 invånare.

## Befolkningsutveckling
Antalet invånare i kommunen Frohen-sur-Authie
| Referens: INSEE |